# Рублево (Кирово-Чепецкий район)
 Рублево  — деревня в Кирово-Чепецком районе Кировской области в составе Пасеговского сельского поселения.

## География
Расположена на расстоянии менее 2 км по на юг от станции Лянгасово.

## История
Известна с 1671 года как Воскресенья Христова из Хлынова (позже церкви Вознесенья), в 1764 году 73 жителя. В 1873 в деревне дворов 20 и жителей 209, в 1905 (деревня города Хлынова или Рублево) 25 и 183, в 1926 (Рублево) 35 и 181,  в 1950 20 и 72, в 1989 5 жителей.

## Население
Постоянное население составляло 1 человек (русские 100%) в 2002 году, 4 в 2010.